# Texas Is the Reason
Texas Is the Reason fue una banda de rock alternativo creada en 1994 por Norman Brannon (aka Norm Arenas) y Chris Daly en Nueva York. Tensiones en la banda provocaron su disolución en 1997. La banda, pese a su corta existencia y discografía, fue muy influyente en los posteriores grupos de tendencias emo y sus nuevas vertientes, además de una de las formaciones más importantes del estallido de bandas estadounidenses emo e indie de comienzos de los años 90s, encabezados por Sunny Day Real Estate.
El 26 de noviembre de 2006, tal y como lo anunció Alternative Press, la banda se reunió para dar un único concierto en el Irving Plaza de Nueva York con motivo del 10.º aniversario del lanzamiento de su único álbum.
En enero del 2012 la banda es invitada a a la celebración del 25 aniversario de la  “The Glass House” de Pomona ( California), en julio del mismo año;  pero la banda se negó. Sin embargo esta fue al lugar.  Volvió demostrando una posible reunión.
Posteriormente la banda llega a un acuerdo para participar en  un próximo concierto en Irving Plaza (Nueva York) mes de octubre. Daly fue citado diciendo: "Es como si tuviéramos este viejo coche realmente fresco que está en forma realmente genial ... no está hecho para algo así como un viaje a través del país, pero es bueno para llevar y conducir por el barrio".

## Discografía
Álbumes
- Do You Know Who You Are? (1996, Revelation)
- Your Choice Live Series 037 – Split álbum con Samiam (1999, Your Choice)

### EP
- Texas Is the Reason (1995, Revelation)
- Split 7" con Samuel (1995, Simba Recordings and Art Monk Construction)
- Split 7" con The Promise Ring (1996, Jade Tree)

## Miembros
- Garrett Klahn – voces, guitarras
- Norman Brannon – guitarras
- Scott Winegard – bajo
- Chris Daly – batería

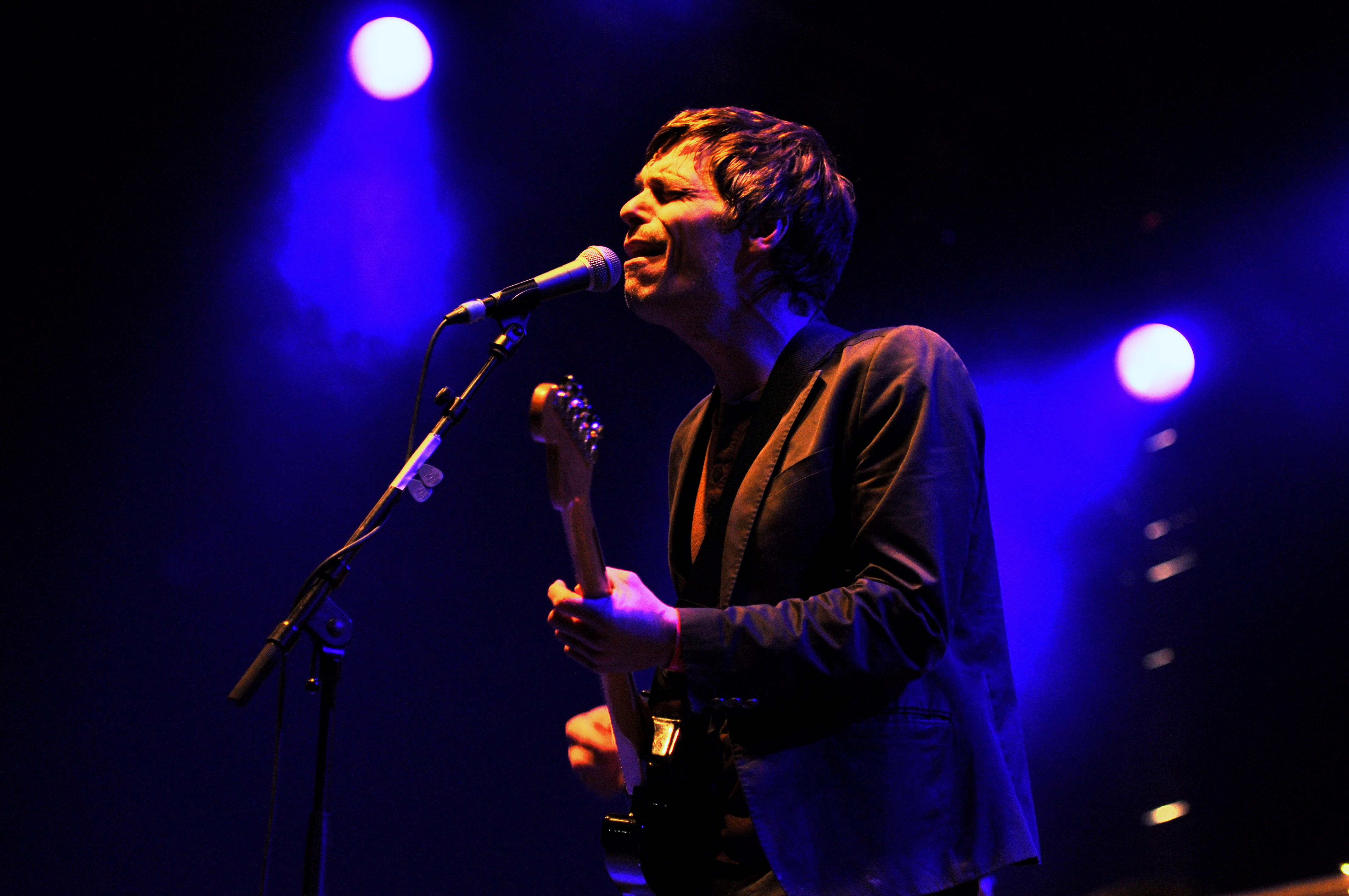
Garrett Klahn, 2013
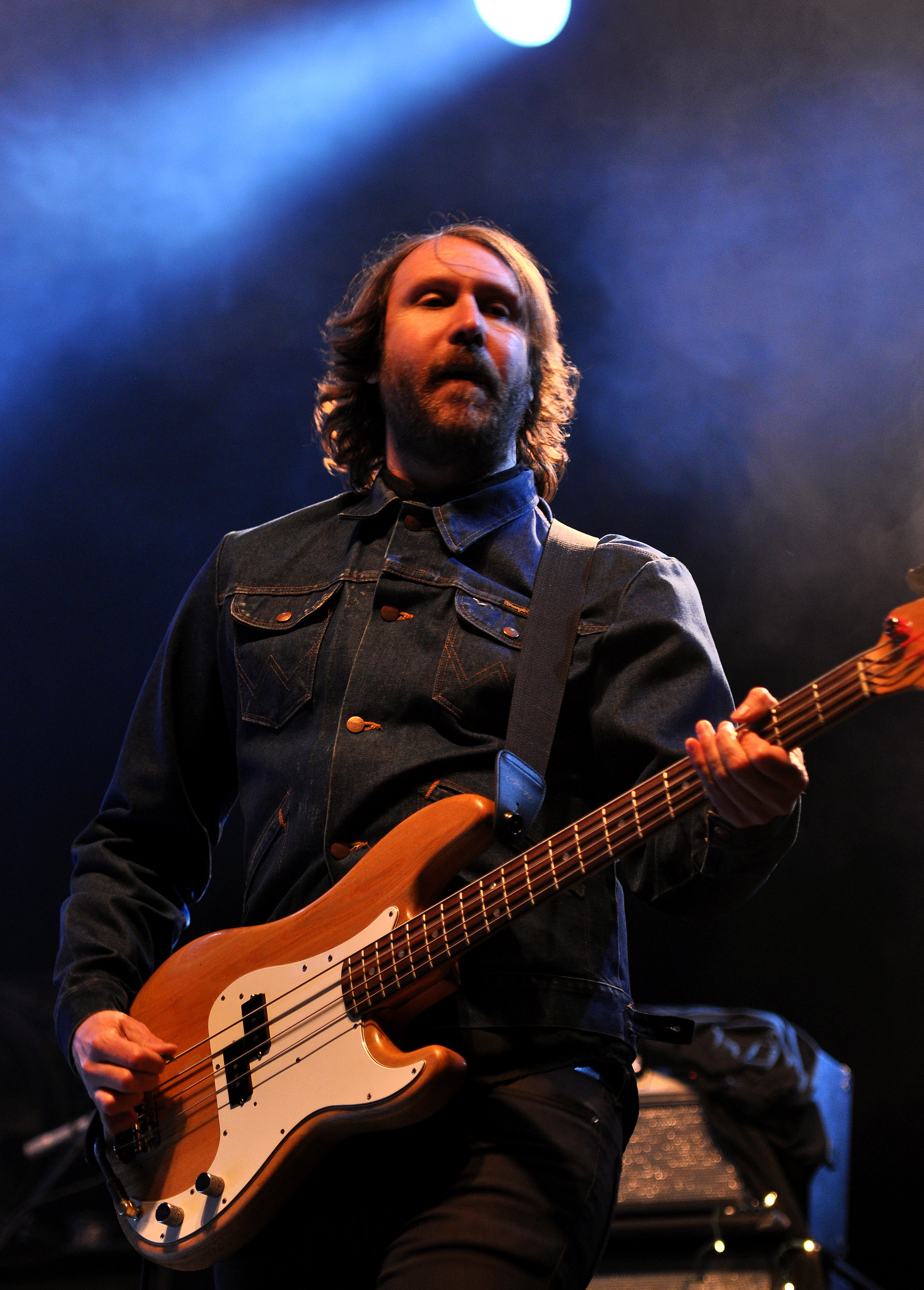
Scott Winegard, 2013
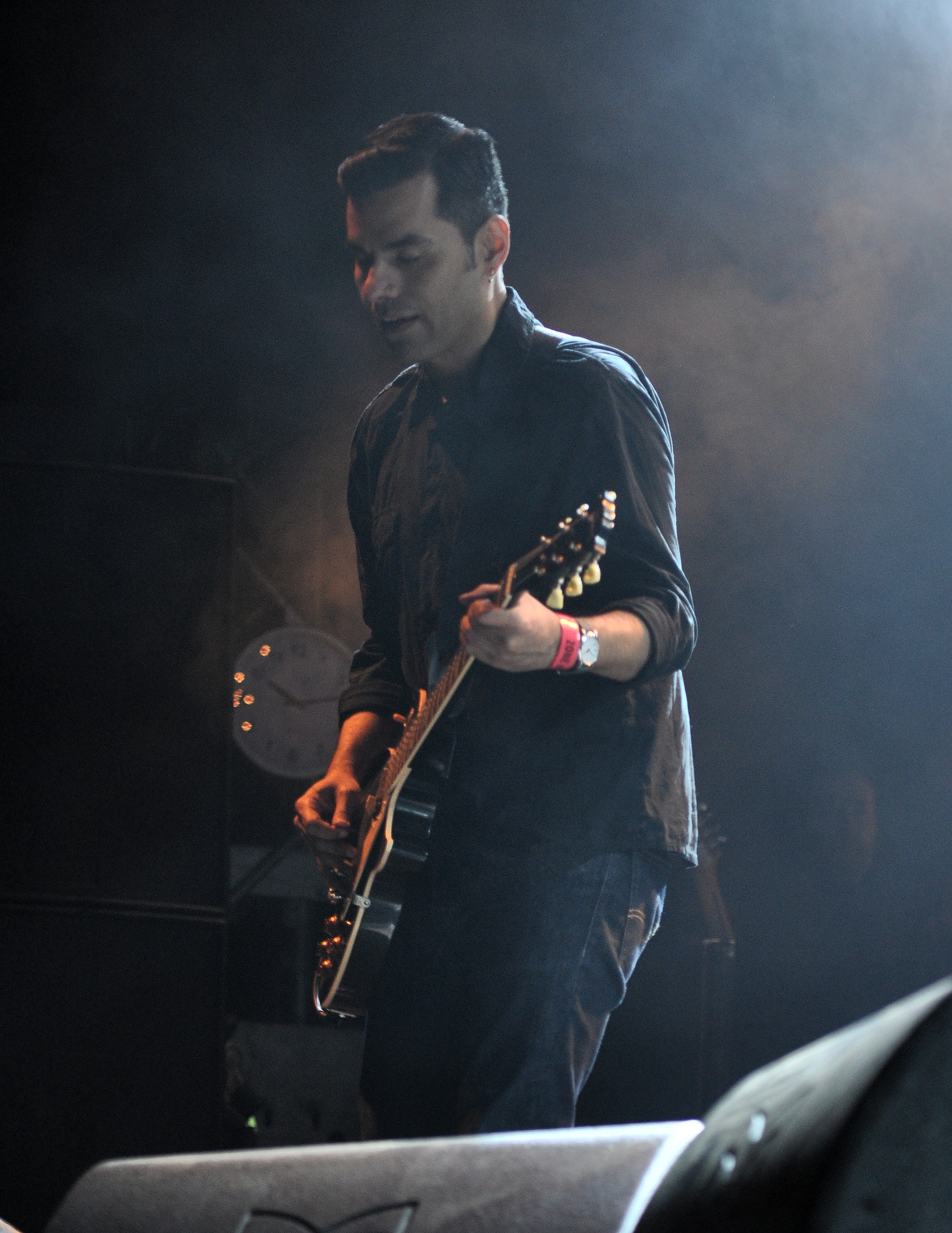
Norm Arenas, 2013